# Lipova, Bacău
Lipova là một xã thuộc hạt Bacău, România. Dân số thời điểm năm 2002 là 2953 người.